# پیتر بلانچارد
پیتر بلانچارد (انگلیسی: Peter Blanchard؛ زادهٔ ۲ اوت ۱۹۴۲) قاضی، و وکیل اهل نیوزیلند است.
وی همچنین برندهٔ جوایزی همچون برنامه فولبرایت شده‌است.